# Noalejo
Noalejo er en by og kommune i det sydlige Spanien i provinsen Jaén. Den har et indbyggertal på 1.783 (2024) indbyggere.